# Siphona lichtwardtiana
Siphona lichtwardtiana är en tvåvingeart som först beskrevs av Villeneuve 1931.  Siphona lichtwardtiana ingår i släktet Siphona och familjen parasitflugor. Inga underarter finns listade i Catalogue of Life.